# Ungarn-Rundfahrt 1949
Das Etappenrennen für Amateure Ungarn-Rundfahrt 1949 führte vom 29. Juni bis zum 3. Juli über fünf Tagesabschnitte. Es war die 14. Austragung der Tour de Hongrie und die erste, die nach dem Zweiten Weltkrieg stattfand. Gesamtsieger wurde André Labeylie.

## Teilnehmer
Am Start standen 44 Radrennfahrer aus fünf Ländern. Nationalteams stellten Frankreich, Österreich, Polen, Rumänien und Ungarn. Dazu kamen zweite Mannschaften aus Ungarn, Österreich, Polen sowie einige ungarische Vereinsmannschaften. Albanien und die Tschechoslowakei zogen ihre Meldungen kurzfristig zurück.

## Rennen
Veranstalter war der ungarische Radsportverband. Die Gesamtdistanz betrug 1036 Kilometer, wobei es keinen Ruhetag gab. Es war die erste Ungarn-Rundfahrt nach dem Zweiten Weltkrieg. Die schwierigsten Abschnitte lagen in den Bükk-Bergen und im Mátra-Gebirge.
Auf der 2. Etappe fuhr Constantin Șandru einen erfolgreichen Ausreißversuch über 160 Kilometer. Die Führung übernahm Rudolf Lauscha. Nach der 4. Etappe übernahm Labeylie das Trikot des Spitzenreiters. 34 Fahrer beendeten die Rundfahrt.

## Etappen
Die Rundfahrt führte über insgesamt fünf Etappen.
1. Etappe Budapest–Debrecen: Sieger Robert Varnajo, Frankreich
2. Etappe Debrecen–Miskolc: Sieger Constantin Șandru, Rumänien
3. Etappe Miskolc–Budapest: Sieger Roger Bourgeteau, Frankreich
4. Etappe Budapest–Keszthely: Sieger André Labeylie, Frankreich
5. Etappe Keszthely–Budapest: Robert Varnajo, Frankreich

## Gesamtwertungen

### Einzel (Gelbes Trikot)
Im Endklassement siegte André Labeylie mit deutlichem Vorsprung vor Lauscha.
| Platz | Name                  | Mannschaft | Zeit (in Stunden) |
| ----- | --------------------- | ---------- | ----------------- |
| 1.    | André Labeylie        | Frankreich | 31:23:33          |
| 2.    | Rudolf Lauscha senior | Österreich | + 10:01 Minuten   |
| 3.    | Roger Bourgeteau      | Frankreich | + 15:02 Minuten   |
| 4.    | Gyula Gere            | Ungarn     | + 22:30 Minuten   |
| 5.    | Ervant Norhadian      | Rumänien   | + 29:55 Minuten   |
| 6.    | Henryk Czyż           | Polen      | + 35:22 Minuten   |

### Mannschaftswertung
Die Mannschaftswertung gewann Frankreich vor Österreich und Rumänien.

## Preise
Der Hauptgewinn war ein Motorrad der Firma Csepel und jeder Etappensieger erhielt als Preis ein Rennrad. Zum zweiten Mal in der Geschichte der Tour de Hongrie gingen alle Preise an Ausländer, da die Gastgeber keine einzige Etappe gewinnen konnten und auch in der Mannschaftswertung nicht unter den drei Erstplatzierten waren. 